# Scuola nazionale dell'amministrazione
La Scuola Nazionale dell’Amministrazione - SNA (fino al 2013 Scuola Superiore della Pubblica Amministrazione - SSPA) è l’istituzione deputata a selezionare, reclutare e formare i dirigenti e funzionari della Pubblica amministrazione italiana. Dipende funzionalmente dalla Presidenza del Consiglio dei Ministri.
Ha due sedi, ubicate nelle città di Roma e Caserta, ed altri poli operativi in varie parti d'Italia. 

## Storia
Venne istituita dall'art. 150 del D.P.R. 10 gennaio 1957, n. 3, come parte integrante della Presidenza del Consiglio dei Ministri, ma l'effettiva operatività venne attuata col D.P.R. 29 maggio 1962, n. 576 che ne definì il regolamento di attuazione con la creazione degli organi direttivi, la nomina del primo direttore, la quantificazione delle risorse, l’individuazione della sede. Nel gennaio dell'anno successivo, veniva erogato il primo corso per funzionari dello Stato nella Reggia di Caserta. Il decreto del 1962 riconobbe alla Scuola una ulteriore competenza: lo studio per il perfezionamento dei metodi di selezione e formazione del personale.
Il Decreto del Presidente della Repubblica 30 giugno 1972 n. 748, istituì la carriera dirigenziale nell'ambito dell'amministrazione statale, introducendo un nuovo compito per la Scuola superiore della pubblica amministrazione: la formazione dirigenziale. Questo rappresentò un rafforzamento del ruolo della Scuola, destinata a diventare un istituto di formazione per la preparazione delle élite amministrative. Tale nuova funzione si aggiunse a quella individuata dal Decreto del Presidente della Repubblica 21 aprile 1962, n. 472, che riguardava l’accesso alla carriera direttiva: la Scuola avrebbe organizzato il corso di reclutamento per funzionari per i vincitori di concorso, superato il quale si prendeva servizio nelle amministrazioni.
Alla Scuola era attribuito il ruolo centrale di coordinamento dell'attività formativa di tutte le amministrazioni statali (scuole e istituti ministeriali compresi) e la funzione di stimolo delle iniziative di aggiornamento e formazione. Il D.P.R 20 giugno 1977, n.701 disciplinò in modo dettagliato il funzionamento della Scuola in rapporto alle nuove attività da svolgere.
Negli anni successivi, le riforme del pubblico impiego portarono alla necessità di ridefinire i compiti della Scuola: ciò avvenne con il 
Decreto legislativo 3 febbraio 1993, n. 29 che normaca circa lee attività della Scuola definita come organo della Presidenza del Consiglio, confermando la collocazione dell'istituto nell’organizzazione governativa di vertice.
La novità rilevante della riforma del 1993 risiedeva nella previsione della possibilità di accesso alla dirigenza da parte di esterni, anche solamente neolaureati, tramite un corso concorso selettivo di formazione da attuarsi presso la Scuola. Il completamento dell’ordinamento della Scuola venne attuato col. D.P.R 24 marzo 1995, n. 207 con cui si stabilivano la composizione e le competenze dei suoi organi secondo quanto prescriveva l'articolo 29 del d.lgs n. 29/1993. Successivamente la legge 15 maggio 1997, n. 127 modificava la normativa riguardante la Scuola con la previsione di un’ampia delega per il riordinamento della SSPA e delle altre scuole statali di formazione.
Una ulteriore riforma della Scuola avvenne poi in base alla delega sull’ordinamento della Presidenza del Consiglio con il Decreto legislativo 30 luglio 1999, n. 287: questo provvedimento ribadiva che la Scuola aveva, nell'ambito della Presidenza del Consiglio dei Ministri, autonomia organizzativa e contabile nei limiti delle proprie risorse economico finanziarie e la definiva “istituto di alta cultura e formazione”, e poi il Decreto legislativo del 1º dicembre 2009 n. 178 , emanato su delega prevista dall'art. 24 ne definì ulteriormente i compiti. Il Decreto del Presidente della Repubblica 16 aprile 2013, n. 70 dispose la mutazione del nome da Scuola Superiore della Pubblica Amministrazione - SSPA a Scuola Nazionale dell’Amministrazione - SNA.
Ai sensi del Decreto Legge 24 giugno 2014 n. 90 - convertito con modificazione dalla Legge n. 114 dell’11 agosto 2014, art. 21 - confluirono nella Scuola le funzioni svolte da alcuni istituti formativi centrali allo stesso tempo soppressi: la Scuola Superiore dell'Economia e delle Finanze, l'Istituto diplomatico "Mario Toscano", la Scuola Superiore dell'Amministrazione dell'Interno (SSAI), il Centro di Formazione della Difesa e la Scuola Superiore di statistica e di analisi sociali ed economiche. Anche le sedi collocate sul territorio nazionale ad Acireale, Reggio Calabria e Bologna, furono soppresse e le loro attività furono affidate alle attuali due sedi di Roma e Caserta.
A giugno 2021 ai sensi del Decreto Legge 9 giugno 2021 n. 80 convertito con modificazioni dalla L. 6 agosto 2021, n. 113, la componente dirigenziale della Scuola viene riordinata con l’inserimento della nuova figura del "Segretario Generale" e un ulteriore impegno nella formazione delle figure professionali della PA. Attualmente affianca all’attività già svolta di qualificazione, riqualificazione e sviluppo dell’aggiornamento professionale del personale che opera negli uffici, anche l’attività di ricerca e di studio per l’individuazione di specifiche tipologie di formazione per il personale delle pubbliche amministrazioni preposto allo sviluppo e all’attuazione delle azioni contenute nel Piano Nazionale di Ripresa e Resilienza.

Francobollo che raffigura la sede della scuola

## Gli organi
- Presidente: è il vertice dell'istituzione, ne ha la rappresentanza legale e presiede il Comitato di Gestione. [6] È nominato con Decreto del Presidente del Consiglio dei Ministri su proposta del Ministro per la Pubblica Amministrazione, scelto tra i magistrati ordinari, amministrativi e contabili, tra gli avvocati dello stato o professori universitari o soggetti equiparati, consiglieri parlamentari ed alti dirigenti dello Stato di particolare e comprovata qualificazione professionale che abbiano diretto per almeno un quinquennio istituzioni pubbliche di alta formazione o ricerca, ovvero per almeno dieci anni, anche non continuativamente, istituzioni private di alta formazione riconosciute dal Ministero dell’Università e della Ricerca. È responsabile dell'attività didattica e  scientifica della Scuola ed elabora le strategie di sviluppo dell’attività di formazione, d’intesa con il Segretario Generale e sentito il Comitato Scientifico, mediante la progettazione, la programmazione e la realizzazione di attività di partenariato con Università e Istituti di alta formazione nazionali e internazionali. Il Presidente, sentito il Segretario Generale, nomina le commissioni esaminatrici per i concorsi e i corsi, secondo le norme in vigore. Il Presidente nomina i docenti della Scuola, esercita tutte le altre attribuzioni previste dalla legge e redige il programma triennale e il programma annuale della Scuola d’intesa con il Segretario Generale, sentito il Comitato Scientifico consultivo. Dura in carica quattro anni e può essere riconfermato una sola volta. Presiede il Comitato di gestione e il Comitato scientifico consultivo.

- Vicepresidente è nominato dal Presidente, lo sostituisce in caso di assenza o impedimento, svolge le funzioni delegategli dal Presidente. In particolare, il Vicepresidente, su delega del Presidente, coordina l'attività didattico-scientifica dei Dipartimenti.

- Segretario Generale coadiuva il Presidente e il Vicepresidente, se nominato, e attua le delibere del Comitato di gestione. È responsabile del funzionamento della struttura interna e ne dirige le attività, assicurandone il coordinamento; sovraintende allo svolgimento delle attività di supporto alla funzione didattica e scientifica; sovraintende alla gestione amministrativa, contabile e finanziaria e propone il regolamento contabile e finanziario al Comitato di gestione che lo approva; è titolare del centro di responsabilità amministrativa; effettua la ricognizione dei fabbisogni di personale e la relativa programmazione; individua le risorse finanziarie da assegnare agli uffici, approva l'indizione delle procedure concorsuali in materia di servizi, lavori e forniture; nomina i dirigenti della SNA. È nominato, sentito il Presidente, con Decreto del Presidente del Consiglio dei Ministri o del Ministro per la pubblica amministrazione delegato. La durata dell’incarico è di quattro anni e può essere confermato.

### Struttura didattico-formativa
Il coordinamento dell'attività didattica della SNA è affidato - con la delibera organizzativa n. 1/2022- a sei Dipartimenti e cinque Aree didattiche e scientifiche che:
• attuano le specifiche direttive del Presidente;
• identificano i fabbisogni formativi delle Amministrazioni per progettarne i percorsi di formazione;
• sovraintendono alla erogazione e alla valutazione delle attività formative;
• collaborano nella progettazione e realizzazione di attività di ricerca scientifica e di progetti europei e internazionali.

#### I Dipartimenti
sono strutture didattico-scientifiche con compiti di programmazione. Nello specifico:
- Dipartimento Management e risorse umane - DiMAR coordina i corsi di formazione iniziale e continua sui temi relativi al management della PA, in un’ottica di miglioramento organizzativo e di sviluppo del capitale umano, con un focus rivolto al potenziamento delle competenze trasversali e delle attitudini alla leadership, anche con riferimento alle previsioni attuative del Piano Nazionale di Ripresa e Resilienza (PNRR) ed al quadro europeo e internazionale. Coordina le attività del Corso-concorso SNA di formazione per l’accesso alla qualifica di dirigente e le attività formative riservate ai vincitori dei concorsi pubblici indetti dalle singole Amministrazioni per l’accesso alla qualifica di dirigente.  Quale principale interlocutore per la mappatura delle competenze sviluppate nel mondo del pubblico impiego, il DiMAR coordina il Club dei formatori ed è punto di riferimento per la Comunità di pratica dei referenti della formazione, dei direttori delle risorse umane e dei project manager.
- Dipartimento Regole e funzionamento delle pubbliche amministrazioni - DiRPA coordina i corsi di formazione iniziale e continua negli ambiti relativi all’anticorruzione e trasparenza, ai contratti pubblici e all’innovazione amministrativa, per accompagnare le riforme e innescare i cambiamenti attesi all’interno delle amministrazioni in termini di legalità e semplificazione della Pubblica Amministrazione. I corsi proposti sono in stretto collegamento con le previsioni attuative del Piano Nazionale di Ripresa e Resilienza (PNRR) e il quadro europeo e internazionale. Coordina i percorsi di formazione iniziale e continua destinati al personale della carriera prefettizia e le attività connesse alla strategia professionalizzante.  È, inoltre, punto di riferimento della Comunità di pratica per RPCT – Responsabili della prevenzione della corruzione e trasparenza realizzata in ottemperanza alle indicazioni contenute nel PNRR e in attuazione del 5º Piano di Azione Nazionale per il governo aperto, promosso da Open Government Partnership.
- Dipartimento Economia e finanza - DiEF coordina corsi di formazione iniziale e continua negli ambiti relativi alla teoria e pratica dell’economia pubblica, al diritto tributario nazionale e internazionale e alla contabilità pubblica. I corsi offerti sono volti non solo a fornire la formazione di base, ma anche a trasmettere competenze specialistiche di tipo contabile, economico e fiscale in contesti dinamici, anche in riferimento alle previsioni attuative del Piano Nazionale di Ripresa e Resilienza (PNRR) e al quadro europeo ed internazionale.
- Dipartimento Politiche pubbliche e governance - DiPP coordina i corsi di formazione iniziale e continua negli ambiti relativi alle politiche pubbliche e alla loro governance, con particolare attenzione ad alcuni approfondimenti specifici, quali le politiche sociali e il welfare, lo sviluppo sostenibile e lo strategic foresight, anche in riferimento alle previsioni attuative del Piano Nazionale di Ripresa e Resilienza (PNRR) e al quadro europeo ed internazionale. La finalità dei percorsi formativi proposti è fornire ai dipendenti delle amministrazioni centrali e territoriali competenze di policy che valorizzino la loro capacità di visione sistemica e strategica nei processi di produzione delle politiche, incoraggiando lo sviluppo di expertise innovative e trasversali.  Il Dipartimento propone in questa prospettiva una selezioni di corsi dedicati ai dirigenti, per l’acquisizione di strumenti e competenze della figura del policy maker pubblico.
- Dipartimento Relazioni internazionali ed europee - DiRIE coordina corsi di formazione iniziale e continua negli ambiti relativi all’internazionalizzazione e formazione linguistica, all’Unione Europea e alla programmazione e gestione dei suoi Fondi, anche con riferimento alle previsioni attuative del Piano Nazionale di Ripresa e Resilienza (PNRR) ed al quadro europeo e internazionale. In un’ottica di cooperazione con organizzazioni e organismi internazionali, il Dipartimento mira ad approfondire le conoscenze del personale della PA sulle disposizioni comunitarie, le politiche di coesione dell’Unione europea e, più in generale, sulla gestione dei fondi strutturali e d’investimento. La prospettiva dell’internazionalizzazione si amplia, inoltre, con percorsi di formazione specifica destinati al Ministero degli Affari Esteri e della Cooperazione Internazionale.  Il Dipartimento coordina, inoltre, i percorsi di formazione iniziale e continua destinati al personale della carriera diplomatica, le attività di formazione estera destinate a funzionari e dirigenti di altri Paesi, in raccordo con il Servizio competente e sulla base di convenzioni e accordi, i rapporti istituzionali e di partnership con l’OCSE.
- Dipartimento Transizioni digitale ed ecologica – DiTED ha competenze generali e trasversali in tema di formazione iniziale e continua negli ambiti della transizione digitale e del management della sostenibilità, anche con riferimento alle previsioni attuative del Piano Nazionale di Ripresa e Resilienza (PNRR) ed al quadro europeo e internazionale. In  riferimento alle tematiche del digitale coordina corsi in materia di: sistemi informativi, banche dati e gestione di registri pubblici, cyber security e intelligenza artificiale (AI). Per quanto riguarda le tematiche della transizione ecologica, propone percorsi formativi centrati sui temi del riutilizzo e della gestione delle risorse energetiche, agricole, zootecniche ed alimentari, anche in ambito urbano.  Il DiTED promuove le attività di formazione per la transizione digitale in collaborazione con le Amministrazioni competenti e con l’Agenzia per l’Italia Digitale (AgiD) e Agenzia per la Cybersicurezza Nazionale (ACN), oltre che in sinergia con il Dipartimento della funzione pubblica.  Il Dipartimento è infine punto di riferimento per la Comunità di pratica dedicata alla cybersicurezza.

#### Le Aree
didattiche e scientifiche rappresentano gli ambiti trasversali ai quali fanno riferimento i Dipartimenti e a cui afferiscono i docenti della SNA:
- Sviluppo e innovazione delle risorse umane
- Lavoro pubblico
- Comunicazione pubblica
- Organizzazione e funzionamento della PA
- Semplificazione
- Diritto tributario e finanziario
- Lingue

Il corpo docente della SNA è composto da esperti provenienti dal mondo accademico, dalla pubblica amministrazione e dalle organizzazioni internazionali.
Le attività di formazione si svolgono sia presso la sede centrale, a Roma, sia presso la sede di Caserta.

### Le sedi
Attualmente la SNA dispone di due sedi: Roma e Caserta.
La sede di Roma è articolata in due strutture e dispone di moderni servizi di supporto all’attività didattica e scientifica affiancati alle aule didattiche:
- Biblioteca specializzata in materie giuridico-economiche con sala lettura
- Centro di Documentazione Europea
- Due Aula Magna con oltre 100 e 160 posti
- Sala conferenze da 40 posti
- Aule informatiche

La sede di Caserta è articolata in due strutture: una a Palazzo Reale e l'altra in un'ala adiacente, il CRS.
La sede all’interno del Palazzo reale oltre agli uffici amministrativi e aule didattiche, ospita una  Biblioteca con un patrimonio librario di oltre 31.400 volumi e 438 testate di periodici,  consultabile on line al Catalogo della Biblioteca e il Centro di Documentazione Europea.
Il CRS – Centro residenziale studi svolge attività di accoglienza e ricezione per i partecipanti alle attività formative, ed offre agli allievi la possibilità di soggiornare durante i corsi. Il CRS è situato in uno dei due emicicli ellittici a lato del Palazzo Reale, si estende su una superficie di circa 4.000 m² articolata su quattro livelli.

## Funzioni e attività

### Sezione e formazione dei dirigenti e funzionari
Si occupa della selezione dei dirigenti secondo il d. lgs. 30 marzo 2001, n. 165 - nei casi di assunzione per tramite di corso-concorso - e della loro formazione e di quella dei funzionari pubblici grazie a corsi specifici per le pubbliche amministrazioni centrali e territoriali.

### Formazione generale tematica
L'attività di formazione avviene secondo diverse modalità:
- attività di formazione specialistica volta a favorire la programmazione strategica e a implementare le riforme: dalla nuova contabilità all'innovazione tecnologica, dalla prevenzione della corruzione alle competenze fondanti di un'amministrazione pubblica;
- attività di aggiornamento relativa ai processi di riforma ed innovazione, attraverso il rafforzamento e l’innovazione delle metodologie didattiche per la definizione di modelli di long life learning, al fine di assicurare la richiesta formativa delle amministrazioni pubbliche;
- attività di formazione ed aggiornamento di dipendenti di amministrazioni pubbliche diverse da quelle statali, di soggetti gestori di servizi pubblici e di istituzioni ed imprese private, erogata attraverso la stipula di specifiche convenzioni;
- selezione e formazione della dirigenza pubblica;
- organizzazione della formazione degli alti dirigenti delle amministrazioni pubbliche all'estero;
- attività formative professionalizzanti con enti diversi e privati attraverso la disponibilità di borse di studio e convenzioni. La Scuola organizza ed offre ai suoi allievi percorsi di formazione post lauream con Master di II livello in collaborazione con le migliori università italiane.

Può erogare borse di studio per la frequentazione di master universitari in accordo con Istituti e Università pubbliche e private.

### Attività di ricerca, divulgazione e consulenza
La Scuola svolge attività di ricerca e, su richiesta della Presidenza del Consiglio dei ministri, di consulenza e supporto tecnico al governo e alle amministrazioni pubbliche. In particolare, promuove le seguenti attività:
• ricerca, analisi e documentazione relativa all'attività di formazione per i processi di riforma ed innovazione della pubblica amministrazione italiana;
• divulgazione attraverso l’organizzazione di seminari, convegni e incontri per la discussione di temi di attualità e la presentazione di volumi e saggi;
• ricerca, analisi e consulenza sulla metodologia e sui criteri di valutazione della formazione offerta alla pubblica amministrazione da istituzioni pubbliche e private.

### Attività internazionali
La SNA contribuisce alla promozione e valorizzazione di iniziative nazionali e internazionali attraverso numerose azioni, volte a promuovere e diffondere la cultura dell’efficacia e dell’efficienza nella Pubblica Amministrazione, anche attraverso lo sviluppo di modelli innovativi di cooperazione e concertazione interistituzionale tra amministrazioni centrali, territoriali, europee e internazionali, sulla base di accordi e intese. Attraverso accordi bilaterali e multilaterali, concentra la propria attività su due aree di intervento:
• progettazione ed erogazione di corsi di formazione internazionali per dipendenti pubblici, dirigenti e diplomatici stranieri;
• partnership con network di scuole e istituzioni internazionali che operano nel settore della pubblica amministrazione e del public management.
Nella prospettiva di scambio di buone pratiche tra istituzioni internazionali per lo sviluppo di azioni di buon governo in tutto il mondo, è stato creato il Centro di Formazione del Programma di Governance per il Medio Oriente e Nord Africa - MENA-OECD Governance Programme Training Center Archiviato il 13 febbraio 2021 in Internet Archive., istituito in collaborazione con l’OCSE nel 2012.

## La biblioteca e i Centri di documentazione
Aderiscono alla rete SBN (Servizio Bibliotecario Nazionale) e fanno parte di un unico Polo interbibliotecario, utilizzando il software di catalogazione Sebina Next.
Le biblioteche della SNA, nelle due sedi di Roma e Caserta, sono specializzate nelle tematiche oggetto dell’attività istituzionale e forniscono il supporto documentale alla didattica ed alle attività di studio e ricerca.
I Centri di Documentazione Europea (CDE) intendono fornire un Servizio di informazione, documentazione e di contatto con le Reti informative dell'Unione Europea e Centri di Documentazione in Italia e in Europa.
La Wiki Guida dei CDE italiani

## L'associazione degli ex alunni
L'esperienza degli ex allievi è rappresentata dall'Associazione Allievi SNA. Sono alumni della scuola importanti dirigenti pubblici quali Alessandro RIvera, Renato Loiero, Valeria Vittimberga, Bruno Valenzise, Gianluca Colarusso (cui è dedicata l'aula magna).

### Elenco nominativo dei vertici

#### Presidenti della Scuola Nazionale dell’Amministrazione
- 2021 – Paola Severino (avvocata penalista, accademica)
- 2017 – 2021 Stefano Battini (professore universitario ordinario)
- 2010 – 2016 Giovanni Tria (professore universitario ordinario)[9]

#### Commissari straordinari
- 2016 – 2017 Bruno Oscar Dente (professore ordinario universitario)[10]

#### Direttori della Scuola Superiore della Pubblica Amministrazione
- 2006 – 2010 Valeria Termini (professore universitario ordinario)
- 2001 - 2006 Angelo Maria Petroni (professore universitario ordinario)
- 2001 Nicola Greco (reggente, professore universitario ordinario)
- 2001 Raffaele Pellegrino (reggente, dirigente generale Presidenza del Consiglio dei Ministri)
- 1998 – 2001 Francesco Pizzetti (professore universitario ordinario)
- 1995 – 1996 Giuseppe Contini (reggente, docente della SSPA)
- 1994 – 1995 Alessandro Taradel (reggente, docente della SSPA)
- 1994 – 1998 Guglielmo Negri (consigliere di Stato)
- 1989 – 1994 Enzo Cardi (docente universitario)
- 1988 – 1989 Giovanni Marongiu (reggente, docente della SSPA)
- 1977 – 1988 Domenico Macrì (dirigente generale Difesa)
- 1975 – 1977 Giuseppe Porpora (prefetto)
- 1972 – 1975 Samuele Dina (dirigente generale Difesa)
- 1971 - 1972 Elio Gizzi (prefetto di 1ª classe)
- 1965 – 1969 Luigi Petriccione (prefetto di 1ª classe)
- 1962 – 1965 Pietro Rizzo (prefetto di 1ª classe)